# Punta Sur
Punta Sur är en udde i Colombia.   Den ligger i departementet San Andrés och Providencia, i den nordvästra delen av landet, 1 200 km nordväst om huvudstaden Bogotá.
Terrängen inåt land är platt.  Närmaste större samhälle är San Andrés, 12,0 km norr om Punta Sur. 